# عبد المحسن الضبعان
عبد المحسن الضبعان مخرج وكاتب سيناريو سعودي. عضو مجموعة سينمائية لإنتاج الأفلام السعودية تسمى (مجموعة تلاشي). أخرج الضبعان 5 أفلام قصيرة ومسلسل تلفزيوني، وفيلم روائي طويل (آخر زيارة) عرض عام 2019 في الدورة الـ54 لمهرجان كارلوفي فاري السينمائي الدولي في دولة التشيك. وشارك بفيلمين قصيرين (المفتاح)، (الوقائع غير المكتملة لحكاية شعبية) في مهرجان الخليج السينمائي 2010 و2013.

## أعماله

### الأفلام الروائية
- فيلم (آخر زيارة) 2019

### الأفلام القصيرة
- فيلم (الباص) 2007
- فيلم (ثلاث رجال وامرأة) 2009
- فيلم (الوقائع غير المكتملة لحكاية شعبية) 2010
- فيلم (هذا بيتي) 2012
- فيلم (المفتاح) 2013
- فيلم {الأعشى} 2022

### المسلسلات
- مسلسل (42 يوم) 2016[3]
- مسلسل {جنوح} 2017 ''لم يعرض بعد''